# Nadbrzeżny Dywizjon Rakietowy
Nadbrzeżny Dywizjon Rakietowy (NDR) – polska jednostka wojskowa w strukturach Marynarki Wojennej, której zadaniami było zwalczanie (obezwładnianie) nawodnych sił okrętowych przeciwnika, osłona głównych baz morskich Marynarki Wojennej i przybrzeżnych linii komunikacyjnych (w obszarze morskich granic państwa) oraz ważnych obiektów wojskowych i przemysłowych rozmieszczonych na Wybrzeżu. Dywizjon mógł także osłaniać wojska lądowe przed uderzeniami nawodnych sił okrętowych przeciwnika, a w sytuacjach szczególnych w ograniczonym zakresie mógł zostać wykorzystany do niszczenia stacjonarnych celów lądowych.
Dywizjon został formalnie utworzony 1 stycznia 2011 roku na mocy rozkazu Dowódcy Marynarki Wojennej. 31 grudnia 2014 dywizjon został rozformowany, a na jego bazie powstała Morska Jednostka Rakietowa, której formalne funkcjonowanie rozpoczęło się 1 stycznia 2015.
Zasadnicze uzbrojenie dywizjonu stanowiły pociski przeciwokrętowe NSM. W skład dywizjonu etatowo wchodziły 23 pojazdy na podwoziach terenowych samochodów ciężarowych polskiej produkcji Jelcz, w tym 6 samobieżnych wyrzutni pocisków (MLV), 6 wozów kierowania (CCV), 2 wozy dowodzenia baterii (BCV), 1 wóz dowodzenia dywizjonu (SCV), 3 ruchome węzły łączności (MCC), 2 stacje radiolokacyjne (MRV) TRS-15C Odra-C, 2 pojazdy do przewozu rakiet i 1 warsztat ruchomy. Oprócz dwóch stacji radiolokacyjnych na podwoziach 8×8 Jelcz P882D.43, pozostałe 21 pojazdów zabudowano na podwoziach 6×6 Jelcz P662D.43.